# Karl Hahn (Ingenieur)
Karl Hahn (* 26. Februar 1899 in Ulm; † 7. November 1960 in München) war ein deutscher Maschinenbauingenieur sowie kommissarischer Rektor der Technischen Hochschule Dresden.

## Leben
Hahn legte 1917 in Ulm das Abitur ab und studierte anschließend bis 1922 Maschinenbau an der Technischen Hochschule München. Seit 1918 war er Mitglied der Münchener Burschenschaft Guelfia. Er war nach kurzer Zeit in der Industrie ab 1928 für fünf Jahre als Assistent an der Technischen Hochschule Karlsruhe tätig. Im Jahr 1934 wurde Hahn zum Professor für Strömungsmaschinen an die Tongji-Universität berufen. Hahn promovierte von 1935 bis 1939 am Institut für Strömungsmaschinen der TH Karlsruhe mit seiner Arbeit Die Untersuchung der Strömung durch eine Flügelradturbine bei verschiedenen Schaufelzahlen und war ab 1939 Professor für Strömungsmaschinen und Strömungslehre an der Technischen Hochschule Dresden. Er trat dabei die Nachfolge von Emil Sörensen an, der die Professur seit 1932 innegehabt hatte.
Hahn wurde an der TH Dresden Leiter des Instituts für Strömungsmaschinen und Strömungslehre und war von 1944 bis 1945 auch als Dekan der Fakultät Maschinenwesen tätig. Im Jahr 1945 war Hahn, der Mitglied der NSDAP war, zunächst Stellvertreter des Rektors der TH Dresden Wilhelm Jost, bevor er im Mai 1945 kommissarisch zum Rektor der Hochschule ernannt wurde. Im Juli 1945 legte er dieses Amt auf Veranlassung der Landesregierung Sachsen ab. Hahn wurde im Rahmen der Entnazifizierung der TH Dresden im Herbst 1945 entlassen und ging zunächst in die Industrie. Unter anderem war er für das Ministerium für Transportmaschinen in der Sowjetunion tätig. Im Jahr 1954 wurde Hahn an die heutige Professur für Wasserbau und Wasserwirtschaft der TH München berufen. In seine Zeit fällt unter anderem der Bau eines Luftversuchsstands für Untersuchungen an Rohrturbinen. Von 1957 bis 1958 war Hahn zudem als Gastprofessor an der İstanbul Teknik Üniversitesi tätig. Im Juli 1959 übernahm er den Vorsitz des Altherrenvereins seiner Burschenschaft Guelfia, den er bis zu seinem Tod innehatte. Hahn verstarb 1960 in München.